# Erich Rappl
Erich Rappl (* 14. Juni 1925 in Bayreuth; † 16. Juni 2008 ebenda) war ein deutscher Musikwissenschaftler, Journalist, Autor und Stadtrat von Bayreuth.
Erich Rappl wuchs in Bayreuth auf und lernte bereits in seiner Kindheit die Werke Richard Wagners kennen. Er studierte in München Musik und wurde bereits in jungen Jahren vom Richard-Wagner-Verband berufen, während der Bayreuther Festspiele Einführungsvorträge zu halten. Rappl war langjähriger Redakteur und Lokalchef des Nordbayerischen Kuriers, er war Autor zahlreicher Bücher (meist Satiren) über die Franken, über Wagner und über die „Leit von Bareith“ sowie vieler Beiträge für Programmhefte und die Bayreuther Festspielnachrichten. Als Autor benutzte er in seinen Satiren teilweise das Pseudonym Wafner. 1979/1980 wurde er mit dem Kulturpreis der oberfränkischen Wirtschaft und 1991 mit dem Frankenwürfel ausgezeichnet. 